# Fernando Morais
Fernando Gomes de Morais  (Mariana; 22 de julio de 1946) es un periodista, político y escritor brasileño. Su obra literaria está constituida por biografías y reportajes. Es autor de diez libros, entre los cuales Olga, sobre la militante comunista Olga Benario, El Mago, biografía del escritor Paulo Coelho, y Los Últimos Soldados de la Guerra Fría, sobre una red de espías cubanos en los Estados Unidos, en que se basa la película La Red Avispa, de Olivier Assayas.

## Biografía
Comenzó en el periodismo a los 15 años. En 1961 trabajaba como auxiliar administrativo en una revista pequeña de un banco en Belo Horizonte, Brasil, cuando tuvo que cubrir la ausencia del único periodista de la publicación. 
Se mudó a São Paulo a los 18 años, trabajando en las redacciones de Veja, Jornal da Tarde, Folha de São Paulo, TV Cultura y portal IG. Recibió tres veces el Premio Esso y cuatro veces el Premio Abril.
En el área política fue diputado estatal durante ocho años y Secretario de Cultura (1988-1991) y de Educación (1991-1993) del Estado de São Paulo, en los gobiernos de Orestes Quércia y Luiz Antônio Fleury Filho.
En su carrera, ha publicado diez libros, principalmente a través de la editorial brasileña Companhia das Letras, entre los cuales algunos traducidos a 19 idiomas.

## Libros
| Año  | Libro                              | |
| ---- | ---------------------------------- | --- |
| 1976 | A Ilha                             | Reportage sobre Cuba, uno de los mayores éxitos editoriais brasileños, que se convirtió en ícono de la esquierda en los años 70. |
| 1985 | Olga                               | Narra a trajetoria trágica de Olga Benário, reclutada por el gobierno soviético para dar protección al líder comunista brasileño Luis Carlos Prestes, con quien viviría un romance antes de ser detenida y deportada por el gobierno de Getúlio Vargas y muerta en Alemania nazista.              |
| 1994 | Chatô, o Rei do Brasil             | Biografía de Assis Chateaubriand, en la que se narran sin retoques los medios poco ortodoxos con los que construyó su imperio periodístico. |
| 2000 | Corações Sujos                     | Reconstituye la página más sangrienta de la historia de la inmigración japonesa a Brasil, la aventura de Shindo Renmei y su venganza contra los corazones sucios, los japoneses acusados de traicionar a su patria por “creer” en la derrota de Japón en la Segunda Guerra Mundial.               |
| 2003 | Cem Quilos de Ouro                 | Colección en la que el autor presenta y comenta 12 reportages de sua autoría publicadas entre las décadas de 1970 y 1990. |
| 2005 | Na Toca dos Leões                  | Detalla la vida de Washington Olivetto, Javier Llussá Ciuret y Gabriel Zellmeister, los fundadores de W/Brasil, una de las agencias de publicidad más premiadas del mundo. |
| 2006 | Montenegro                         | Biografía de Casimiro Montenegro Filho, el "Marechal Montenegro", pionero de la aviación brasileña y revolucionario de la década de 1930, quien en 1950 se enfrentó al Presidente de la República, a ministros y compañeros de uniforme para crear el Instituto Tecnológico de Aeronáutica (ITA). |
| 2008 | O Mago                             | Biografía del controvertido escritor Paulo Coelho. Intento de suicidio, satanismo, homosexualidad, drogas y Raúl Seixas son parte de las revelaciones. |
| 2011 | Os Últimos Soldados da Guerra Fria | Livro sobre cinco agentes secretos cubanos en Estados Unidos. |
| 2021 | Lula, Volume 1                     | Primera gran biografía de Luiz Inácio Lula da Silva. |

## Adaptaciones para el cine

### "Olga"
Poco después del lanzamiento de la edición estadounidense de la biografía "Olga", un estudio de Hollywood adquirió los derechos de su adaptación cinematográfica. Los productores estadounidenses incluso anunciaron que Al Pacino interpretaría a Prestes. Sin embargo, la película Olga llegó en 2004 a ser producida por Globo Filmes dirigida por Jayme Monjardim, con Camila Morgado en el papel de Olga y Caco Ciocler en el papel de Prestes.

### "Chatô, o Rei do Brasil"
El libro "Chatô, o Rei do Brasil" acabó protagonizando uno de los capítulos más polémicos de la historia del cine brasileño. Los derechos cinematográficos fueron adquiridos por Guilherme Fontes, un actor sin experiencia en la producción de largometrajes. El rodaje empezó en 1995, pero pronto se interrumpió por falta de recursos económicos. Se realizaron nuevas capturas de fondos, autorizadas por el Ministerio de Cultura, pero el rodaje fue cancelado por el Tribunal Federal de Cuentas de Brasil. El productor logró terminar la película de todos modos, que se estrenó en 2015.

### "Dirty Hearts"
Los derechos del libro "Corações Sujos" fueron vendidos al cineasta Cacá Diegues, pero el proyecto de terminar la película en 2005 no se concretó. Estrenó finalmente en 2011, sob el título Dirty Hearts, con dirección de Vicente Amorim y el actor Tsuyoshi Ihara (de Letters from Iwo Jima) en el elenco.

### "La Red Avispa"
El libro "Os Últimos Soldados da Guerra Fria" fue adaptado al cine por Olivier Assayas en 2019 bajo el título "La Red Avispa". La producción franco-española es protagonizada por Penélope Cruz, Édgar Ramírez, Gael García Bernal, Ana de Armas y Wagner Moura en los papeles principales. Fue bien recibida por la crítica, pero con violentas reacciones de los círculos anticastristas de Miami.